# Villers-sous-Saint-Leu
Villers-sous-Saint-Leu település Franciaországban, Oise megyében. Lakosainak száma 2301 fő (2022. január 1.). Villers-sous-Saint-Leu Blaincourt-lès-Précy, Gouvieux, Précy-sur-Oise és Saint-Leu-d’Esserent községekkel határos.

## Népesség
A település népessége az elmúlt években az alábbi módon változott:
| Lakosok száma | 2338 | 2339 | 2389 | 2335 | 2327 | 2318 | 2307 | 2303 | 2301 |
|               | 2013 | 2015 | 2016 | 2017 | 2018 | 2019 | 2020 | 2021 | 2022 |